# Bolbaffer dudleyi
Bolbaffer dudleyi is een keversoort uit de familie cognackevers (Bolboceratidae). De wetenschappelijke naam van de soort werd in 2001 gepubliceerd door Gussmann & Scholtz.